# 몰라트섬

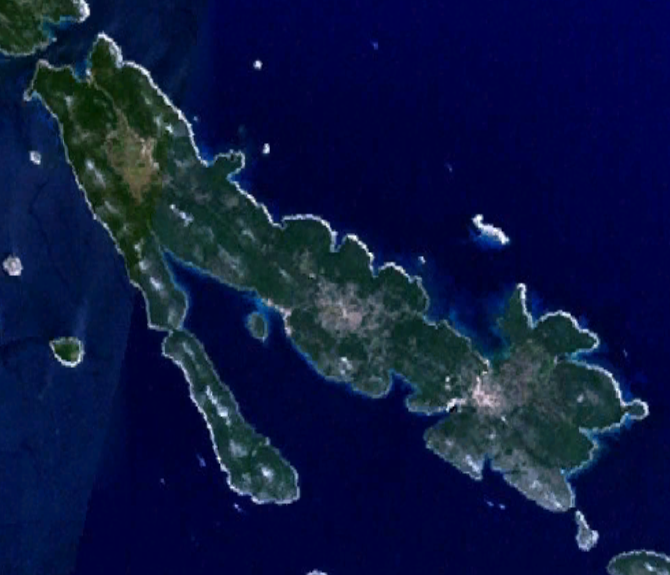
몰라트섬 위성사진

몰라트섬(크로아티아어: Molat, 이탈리아어: Melada)은 아드리아해에 위치한 크로아티아의 섬으로 면적은 22.82km2, 인구는 207명(2001년 기준)이다.
행정 구역상으로는 자다르주에 속하며 이스트섬의 남동쪽에 위치한다. 섬 인근에는 자다르가 위치한다. 섬의 주요 산업은 농업, 양 사육, 어업, 관광업이다.